# UC 삼프도리아
우니오네 칼초 삼프도리아(Unione Calcio Sampdoria S.p.a.)는 제노바에 있는 루이지 페라리스 경기장을 근거로 하는 이탈리아의 축구단이다.
1946년 창단되었으며 현재 세리에 A에서 활약하고 있다. 세리에 A 2009-10 시즌은 4위로 마감하여, UEFA 챔피언스리그에 17년 만에 모습을 드러낼 수 있게 되었다. 그러나 플레오프전에서 탈락하였고 세리에 A 2010-11 시즌은 18위로 마감하여 세리에 B로 강등되었다. 다음 시즌 세리에 B에서 6위를 차지하여 플레이오프를 걸쳐 세리에 A로 승격하였다.
삼프도리아는 같은 도시를 연고로 하며 같은 경기장을 사용하는 라이벌 제노아 CFC(삼프도리아와 제노아의 경기는 데르비 델라 란테르나라고 불린다.)와 더불어 제노바에 근거를 두고있었던 축구 클럽인 삼피에르다레네세(Sampierdarenese)와 안드레아 도리아(Andrea Doria)가 합병하여 하나의 클럽이 되면서 그 역사가 시작되었다. 클럽의 별명 블루체르키아티(blucerchiati, 파란색과 테두리 무늬)는 삼피에르다레네세의 셔츠 색이었던 하얀색, 검은색, 빨간색과 안드레아 도리아의 셔츠 색이었던 파란색과 흰색을 합치는 과정에서 생겨났으며 현재 삼프도리아의 엠블렘과 유니폼에서 확인이 가능하다.

## 역사
1891년에 삼피에르다레네세라는 클럽이 세워지고 1899년에 축구를 선택하여 축구클럽의 노선을 걷게되고 이무렵인 1895년에 안드레아 도리아라는 클럽이 설립되고 그들도 축구클럽으로 바뀌며 축구에 대한 관심을 높여갔다.

### 안드레아 도리아의 초기 리그 참여
안드레아 도리아는 이탈리아 축구 연합에서 조직되었기 때문에 이탈리아 풋볼 챔피언십에 참가하지 못했다. 그래서 대신에 이탈리아 운동 협회에서 주최하는 토너먼트에 등록하였다. 안드레아 도리아는 1903년에 마침내 이탈리아 풋볼 챔피언십에 참여하였지만 1907년에 그들의 지역 라이벌인 제노아 CFC를 3:1로 격파하기 전까지 단 한번도 토너먼트에서 승리를 거두지 못했다.
1910-11 시즌에는 피에몬테-롬바르디아-리구리아 지역에서 유벤투스 FC, 인테르나치오날레나 제노아 CFC보다 높은 순위로 시즌을 끝내기도 했다.

### 1차 세계대전 후
1차 세계대전 후에 삼피에르다레네세는 마침내 이탈리아 챔피언십에서 뛰게 되었고 그 후에 제노바현 지역의 클럽들과 본격적인 경쟁하게 되었다. 그래서 삼피에르다레네세(삼프)와 안드레아 도리아(도리아)는 챔피언십에서 처음으로 맞붙게 되었고 도리아가 첫 맞대결에서 승리하였다(4–1 , 1–1). 그리고 도리아는 내셔널 라운드 통과를 위해 리구리아 지역 후에 두 번째 장소로 가게 되었다.
1921-22 기간에는 이탈리아 상위 리그가 두 개로 나뉘어 운영했었다. 여기서 삼프도리아의 클럽 역사도 두 개로 나뉘게 된다. 삼피에르다레네세는 FIGC((현 이탈리아 축구 협회))의 소속 리그에 참가하고 안드레아 도리아는 주로 북부지역에 위치한 리그 팀들로 이루어진 CCI에 참가한다. 안드레아 도리아는 CCI가 변화할 때까지 참가하였다.
삼피에르다레네세는 리구리아 지역예선에서 우승하였고 준결승에 진출하였고 US 노베세와의 결승전까지 진출하였다. 결승전 경기는 0:0 무승부로 끝났고 1922년 5월 21일에 크레모나에서 재경기가 펼쳐졌다. 격렬한 경기였고 연장시간까지 가서 극적인 2:1 승리를 거두고 챔피언이 되었다.
두 개로 운영되던 이탈리아의 축구 시스템이 다시 한 개로 돌아왔고 삼피에르다레네세는 리그 진출권에 의해서 안드레아 도리아보다 강한 팀으로 남게 되었다.
1924-25 시즌에 두 클럽은 북쪽리그에서 서로 경쟁을 하였다. 1926-27 시즌이 종료된 후 삼피에르다레네세와 안드레아 도리아는 파시스트 당국에 의해 라 도미난테라는 명칭으로 합병되게 된다.

### 라 도미난테 제노바의 분열: 1930년대
검은색바탕에 초록색으로 무늬가 되어있는 유니폼을 입고 라 도미난테는 3위로 시즌을 마감하여 승강에 실패해 세리에 B에서 첫 시즌을 보냈다. 다음해에는 리구리아라는 이름하에 처참한 1년을 보냈고 리그에서 최하위권을 기록하며 강등당했다.
이러한 이유로 삼피에르다레네세와 안드레아 도리아는 전처럼 이전의 이름들을 가지고 다시 두 클럽 체제로 돌아갔다.삼피에르다레네세는 1932-1933 시즌에 세리에 B로 다시 복귀했고 우승까지 차지하며 처음으로 세리에 A로 승격을 하였다. 반면에 안드레아 도리아는 1930년대 기간 동안 세리에 C에서 보냈다.
1937년 7월 15일에 삼피에르다레네세는 코르니질라네세와 리바로라레세와 병합하여 AC 리구리아라는 명칭을 사용해 1939년 세리에 A에서 5위를 기록하였지만 1940년대 초에 강등당하였다. 허나 41년에 곧바로 세리에 B를 우승한다.

### 합병
2차 세계대전 후에 두 클럽은 세리에 A에서 뛰고있었다. 그런데 1946년 8월 12일에 두 클럽은 합병을 하기로 결정했고 그렇게 만들어진 클럽이 UC 삼프도리아(Unione Calcio Sampdoria)다. 새롭게 생겨난 이 클럽의 첫 대표자는 피에트로 상귀네티였으나 야심있는 사업가인 아메데오 리소토가 곧 그를 대신했다. 이 기간 동안에 팀의 감독은 피렌체 출신인 주세페 갈루치가 맡았다. 합병한 달에 삼프도리아는 제노아 CFC와 스타디오 루이지 페라리스를 공유하라는 유청을 받았고 그 요청은 문제없이 넘어갔다. 결과적으로 경기장은 두 클럽의 경기를 위해 쓰이게 됐다.
두 클럽이 합병함에 따라 유니폼의 디자인 역시도 바뀌었는데 안드레아 도리아의 하얀색과 파란색이 있는 셔츠와 삼피에르다레네세의 붉은색과 검은색의 중간부분을 따와서 만들어졌다.

### 유럽 클럽대항전과 국내리그에서의 성공
1979년 세리에 B를 전전긍긍하던 삼프도리아는 후에 삼프도리아를 상위권으로 올라가게 하는 투자를 한 석유 사업가 파올로 만토바니를 만나게 된다. 그들은 1982년에 세리에 A로 돌아왔고 3년 뒤에 첫 코파 이탈리아 우승을 차지한다. 1986년에는 두 번의 코파 이탈리아 우승컵을 안겨주고 UEFA 컵 결승전까지 이끈 부야딘 보슈코브를 감독으로 선임한다. 1987-88 시즌에 이어 1988-89 시즌에 연이은 코파 이탈리아의 우승의 업적은 삼프도리아에 89-90시즌의 UEFA 컵 출전권을 주어 결승전에서 RSC 안데를레흐트를 상대로 추가 시간 이후에 승리를 얻어 삼프도리아의 전성기의 최고점을 찍었다. 1년 뒤인 세리에 A 1990-91 시즌에는 2위 인테르 밀란에 승점 5점을 앞서며 첫 세리에 A 우승을 차지했다. 이 당시 우승 팀의 멤버들은 주목할 만한데 대표적으로는 잔루카 팔류카, 잔루카 비알리, 로베르토 만치니, 토니뇨 세레조, 피에트로 비에르코보드와 아틸리오 롬바르도에다가 감독으로는 부야딘 보슈코브다. 그 다음 시즌에 삼프도리아는 유러피언 컵 결승전까지 올라갔으나 1988-89 시즌 UEFA 컵 결승전에서 그들을 패배시키고 우승한 FC 바르셀로나에 웸블리 스타디움에서 또 다시 패배했다.
이 기간 후에 삼프도리아는 유럽 클럽대항전에서 약한 모습을 보였다. 1994-95 시즌에 위너스컵에서 준결승에 올랐지만 승부차기 끝에 아스날에 패배했고 1997-98 시즌에 UEFA컵에 참가하였지만 16강에서 아틀레틱 빌바오에 총합 4:1이라는 대패배를 하며 탈락했다. 2005-06 시즌에는 세리에 A로 승격된 후 처음으로 UFFA 컵에 참가하였지만 32강 결정전에서 2위 자리를 두고 RC 랑스와의 경합 끝에 조별 예선 4위를 하며 탈락했다. 삼프도리아는 2007-08 시즌 UEFA컵에 참가한 적이 있어 인터토토컵 참가 자격을 얻었다. 그러나 이번도 16강에서 올보르 BK에 패배하여 탈락한 참담한 결과였다. 가장 최근에 참가한 유럽 클럽대항 전인 유로파리그에서 FC 메탈리스트 하르키우에 패배하며 탈락했다.

### 강등과 부활
1993년 10월 14일에 삼프도리아의 구단주였던 파올로 만토바니가 갑작스럽게 세상을 떠났고 그의 아들 엔리코 만토바니가 구단주자리를 이어 받았다. 엔리코가 처음 구단주를 맡은 시즌(1993-1994)에 삼프도리아는 코파이탈리아 우승과 리그에서 3위를 기록했다. 이후 네 시즌 동안에 삼프도리아의 기존 스쿼드에서 많은 선수들이 떠났지만 새롭게 많은 영입을 통해서 상위권 순위를 유지했다. 당시 영입했던 선수들은 후안 세바스티안 베론, 아리엘 오르테가, 크리스티안 카렘베우, 클라렌서 세이도르프 그리고 임대로는 빈센초 몬텔라를 데려왔다.
그럼에도 불구하고 1999년 5월에 삼프도리아는 세리에 A에서 강등당하여 2002년때까지 세리에 B에 있었다. 이기간에 삼프도리아는 이탈리아의 석유 사업가 리카르도 가로네에게 인수됐다. 가로네의 매우 중요했던 초기의 두 번의 선택은 클럽에 새로운 자본을 유입시킨것과 왈테르 노벨리노를 새 감독으로 임명한 것이였다. 2003년에 팀의 승리 보증표 프란체스코 플라키의 활약으로 승격에 성공했고 승격후 첫 시즌을 8위로 마감했다. 세리에 A 2004-05시즌에는 시즌 막판 경기에서 우디네세 칼초에게 챔피언스 리그 진출권을 내줬고 5위로 시즌을 마쳤다. 이 다음해는 불행한 시작을 알렸다. 노벨리노는 한 시즌 더 연장 계약을 맺었고 그 시즌을 9위로 마쳤다. 당시 세리에 A에서는 8위권 팀 이후로는 UEFA 진출권을 주지 않았다. 그래서 삼프도리아는 결과적으로 인터토토컵에 참가했다. 노벨리노 감독은 삼프도리아와 작별하였고 왈테르 마차리가 재빨리 그의 빈 자리를 채웠다.
삼프도리아는 2007-08 시즌을 인터토토컵 때문에 일찍 시작했다. 인터토토컵에서 불가리아 클럽 체르노 모레 바르나를 격파시켰고 UEFA컵 예선전에도 HNK 하이두크 스플리트를 격파했지만 인터토토컵에서 올보르 BK에게 탈락한다. 이적 시장에서 부분적으로 활동적인 모습을 보여 빈첸조 몬텔라를 다시 팀으로 불러들였고 레알 마드리드에서 안토니오 카사노를 임대해오기도 했다. 카사노의 임대는 대 성공이였고 삼프도리아는 카사노를 2008-09시즌에 영구 임대하기로 결정했다. 겨울 이적 시장에 지암파올로 파치니를 영입해내며 세리에 A내에서도 강력한 공격진을 형성하였다. 삼프도리아는 세리에에서 6위로 시즌을 마쳤고 UEFA컵 출전권도 따냈다. 다음 시즌에는 챔피언스리그 플레이오프권을 따내기도 했다.
세리에 A 2010-11 시즌에 그 간에 삼프도리아의 성공과 카사노와 파치니를 영입해내어 챔피언스 리그 진출권을 얻어낸 장본인들인 단장 주세페 마로타와 감독 루이지 델네리가 모두 유벤투스 FC로 떠나면서 팀은 실망적인 결과를 냈고 2011년 5월 US 팔레르모에게 홈경기에서 패배하며 강등당했다. 2012-13 시즌에서 삼프도리아는 AS 바레세를 누르고 플레이오프에서 우승하며 세리에 A로 돌아왔다. 삼프도리아는 세리에 B에서 6위로 마감했었는데(세리에 B에서는 6위까지 승격 플레이오프 진출권이 주어짐) 그들은 플레이오프 예선 1차전부터 시작하여 우승한 최초의 클럽이다.

## 선수 명단

### 1군 선수 명단
2023년 2월 18일  기준
참고: FIFA 자격 규정에 따라 소속된 국가대표팀 국기를 표시합니다. 선수는 복수의 FIFA 비회원국 국적을 가지고 있을 수 있습니다.
| 번호 | 포지션 | 국적       | 이름                                     |
| ---- | ------ | ---------- | ---------------------------------------- |
| 1    | GK     |            | 에밀 아우데로 (부주장)                   |
| 2    | DF     |            | 브루노 아미오네 (엘라스 베로나에서 임대) |
| 3    | DF     |            | 톰마소 아우젤로                          |
| 4    | DF     |            | 코라이 귄터 (엘라스 베로나에서 임대)     |
| 5    | DF     |            | 마리오스 이코노무                        |
| 7    | MF     | 세르비아   | 필리프 주리치치                          |
| 8    | MF     | 베네수엘라 | 토마스 링콘                              |
| 9    | FW     |            | 마누엘 데 루카                           |
| 10   | FW     |            | 샘 라머르스 (아탈란타에서 임대)          |
| 11   | MF     | 모로코     | 압델하미드 사비리 (피오렌티나에서 임대)  |
| 13   | DF     |            | 안드레아 콘티                            |
| 17   | DF     |            | 브람 나위팅크                            |
| 18   | FW     |            | 이그나시오 푸세토 (왓퍼드에서 임대)      |
| 19   | MF     | 베네수엘라 | 텔라스코 세고비아                        |
| 20   | MF     | 잉글랜드   | 해리 윙크스 (토트넘 홋스퍼에서 임대)     |

| 번호 | 포지션 | 국적       | 이름                                |
| ---- | ------ | ---------- | ----------------------------------- |
| 21   | DF     | 콜롬비아   | 헤이손 무리요                       |
| 22   | GK     | 슬로베니아 | 마르틴 투르크 (파르마에서 임대)     |
| 23   | FW     |            | 마놀로 가비아디니                   |
| 26   | MF     | 튀르키예   | 에미르한 일칸 (토리노에서 임대)     |
| 27   | FW     |            | 파비오 콸리아렐라 (주장)            |
| 28   | MF     |            | 헤라르드 예페스                     |
| 29   | DF     |            | 니콜라 무루                         |
| 30   | GK     |            | 니콜라 라발리아                     |
| 31   | MF     |            | 로렌초 말라그리다                   |
| 36   | MF     |            | 플라비오 파올레티                   |
| 37   | MF     | 알제리     | 메흐디 레리                         |
| 59   | DF     |            | 알레산드로 차놀리 (나폴리에서 임대) |
| 80   | MF     |            | 미카엘 퀴장스 (베네치아에서 임대)   |
| 99   | FW     |            | 헤세                                |

## 역대 감독
| 이름                      | 국적          | 연도      |
| ------------------------- | ------------- | --------- |
| 주세페 갈루치             | 이탈리아 왕국 | 1946~1947 |
| 아돌포 발론치에리         | 이탈리아      | 1947~1950 |
| 주세페 갈루치             | 이탈리아      | 1950      |
| 마테오 포지 알프레도 포니 | 이탈리아      | 1950~51   |
| 알프레도 포니             | 이탈리아      | 1951~52   |
| 마테오 포지               | 이탈리아      | 1952      |
| 이보 피오렌티니           | 이탈리아      | 1952~1953 |
| 파올로 타바넬리           | 이탈리아      | 1953-55   |
| 라요스 체이쯔레르         | 헝가리        | 1955~1956 |
| 피에트로 라바             | 이탈리아      | 1956~1957 |
| 우고 아모레티             | 이탈리아      | 1957      |
| 윌리엄 도진               | 잉글랜드      | 1957~1958 |
| 아돌포 발론치에리         | 이탈리아      | 1958      |
| 에랄도 몬젤리오           | 이탈리아      | 1958~1961 |
| 로베르토 레리치           | 이탈리아      | 1961~1963 |
| 에른스트 오크비르크       | 오스트리아    | 1963~65   |
| 주세페 발디니             | 이탈리아      | 1965~1966 |
| 풀비오 베르나르디니       | 이탈리아      | 1966~1971 |
| 에리베르토 에레라         | 파라과이      | 1971~1973 |
| 귀도 빈첸치               | 이탈리아      | 1973~1974 |
| 줄리오 코르시니           | 이탈리아      | 1974~1975 |
| 에우제니오 베르셀리니     | 이탈리아      | 1975~1977 |
| 조르조 카날리             | 이탈리아      | 1977~1978 |

| 이름                        | 국적                             | 연도      |
| --------------------------- | -------------------------------- | --------- |
| 람베르토 조르지스           | 이탈리아                         | 1978~1979 |
| 라우로 토네아토             | 이탈리아                         | 1979~1980 |
| 엔조 리코미니               | 이탈리아                         | 1980~1981 |
| 렌조 울리비에리             | 이탈리아                         | 1981~1984 |
| 에우제니오 베르셀리니       | 이탈리아                         | 1984~1986 |
| 부야딘 보슈코브             | 유고슬라비아 사회주의 연방공화국 | 1986~1992 |
| 스벤예란 에릭손             | 스웨덴                           | 1992~1997 |
| 체사르 루이스 메노티        | 아르헨티나                       | 1997      |
| 부야딘 보슈코브             | 유고슬라비아 사회주의 연방공화국 | 1997~1998 |
| 루차노 스팔레티             | 이탈리아                         | 1998      |
| 데이비드 플랫 조르조 베네리 | 잉글랜드 · 이탈리아              | 1998~1999 |
| 루차노 스팔레티             | 이탈리아                         | 1999      |
| 잔 피에로 벤투라            | 이탈리아                         | 1999~2000 |
| 루이지 카니                 | 이탈리아                         | 2000~2001 |
| 잔프란코 벨로토             | 이탈리아                         | 2001~2002 |
| 왈테르 노벨리노             | 이탈리아                         | 2002~2007 |
| 왈테르 마차리               | 이탈리아                         | 2007~2009 |
| 루이지 델네리               | 이탈리아                         | 2009~2010 |
| 도메니코 디 카를로          | 이탈리아                         | 2010~2011 |
| 알베르토 카바신             | 이탈리아                         | 2011      |
| 잔루카 아초리               | 이탈리아                         | 2011      |
| 주세페 란치니               | 이탈리아                         | 2011~2012 |
| 치로 페라라                 | 이탈리아                         | 2012      |

| 이름                     | 국적     | 연도      |
| ------------------------ | -------- | --------- |
| 델리오 로시              | 이탈리아 | 2012~13   |
| 시니샤 미하일로비치      | 세르비아 | 2013~15   |
| 발테르 젱가              | 이탈리아 | 2015      |
| 빈첸초 몬텔라            | 이탈리아 | 2015~16   |
| 마르코 잠파올로          | 이탈리아 | 2016~19   |
| 에우세비오 디 프란체스코 | 이탈리아 | 2019      |
| 클라우디오 라니에리      | 이탈리아 | 2019~2021 |
| 로베르토 다베르사        | 이탈리아 | 2021~22   |
| 마르코 잠파올로          | 이탈리아 | 2022      |
| 데얀 스탄코비치          | 세르비아 | 2022~23   |
| 안드레아 피를로          | 이탈리아 | 2023~     |

## 서포터들과 라이벌팀들
삼프도리아의 서포터들은 대부분 제노바 출신들이다. 서포터 조직 중에 가장 큰 조직은 삼프도리아에서 뛴 아르헨티나 윙어 이름을 딴 울트라스 티토 쿠치아로니(Ultras Tito Cucchiaroni)다. 이 조직은 1969년에 설립되었으며 이탈리아내에서 오래된 축구 서포터 조직에 속한다. 울트라스 티토 쿠치아로니는 정치색을 띄지 않는다. 대부분 서포터들은 깃발과 플레어를 가지고 경기장 남쪽에 쿠르바와 그라디나타 서드(Gradinata Sud)에 위치한다.
삼프도리아의 가장 큰 라이벌은 제노아 CFC다.

## 개인 기록

### 최다 출전 선수
굵은 글씨는 현역 선수를 나타냄.
| #  | 이름                    | 국적     | 활동 기간             | 경기 |
| -- | ----------------------- | -------- | --------------------- | ---- |
| 1  | 로베르토 만치니         | 이탈리아 | 1982–1997             | 566  |
| 2  | 피에트로 비에르코보드   | 이탈리아 | 1981–1995             | 493  |
| 3  | 모레노 만니니           | 이탈리아 | 1984–1999             | 417  |
| 4  | 안젤로 팔롬보           | 이탈리아 | 2002–2017             | 411  |
| 5  | 가우덴치오 베르나스코니 | 이탈리아 | 1954–1965             | 362  |
| 6  | 루카 펠레그리니         | 이탈리아 | 1980–1991             | 362  |
| 7  | 구이도 빈첸치           | 이탈리아 | 1958–1969             | 360  |
| 8  | 잔카를로 살비           | 이탈리아 | 1963–1976             | 327  |
| 9  | 잔루카 비알리           | 이탈리아 | 1984–1992             | 321  |
| 10 | 아틸리오 롬바르도       | 이탈리아 | 1989–1995 / 2001–2002 | 306  |
| 11 | 잔루카 팔류카           | 이탈리아 | 1987-1994             | 287  |
| 12 | 프란체스코 플라키       | 이탈리아 | 1999-2007             | 276  |
| 13 | 마르첼로 리피           | 이탈리아 | 1969-1979             | 272  |
| 14 | 조반니 델피노           | 이탈리아 | 1957-1970             | 255  |
| 15 | 피에로 바타라           | 이탈리아 | 1961-1972             | 243  |

### 최다 득점 선수
굵은 글씨는 현역 선수를 나타냄.
| #  | 이름                  | 국적       | 활동 기간             | 골  |
| -- | --------------------- | ---------- | --------------------- | --- |
| 1  | 로베르토 만치니       | 이탈리아   | 1982–1997             | 173 |
| 2  | 잔루카 비알리         | 이탈리아   | 1984–1992             | 141 |
| 3  | 프란체스코 플라키     | 이탈리아   | 1999–2007             | 109 |
| 4  | 아드리아노 바세토     | 이탈리아   | 1946–1953             | 93  |
| 5  | 주세페 발디니         | 이탈리아   | 1946–1950             | 73  |
| 6  | 빈첸초 몬텔라         | 이탈리아   | 1996–1999 / 2007–2008 | 65  |
| 7  | 잔카를로 살비         | 이탈리아   | 1963–1976             | 55  |
| 8  | 아틸리오 롬바르도     | 이탈리아   | 1989–1995 / 2001–2002 | 54  |
| 9  | 에디에 피르마니       | 이탈리아   | 1955–1958             | 53  |
| 10 | 세르조 브리겐티       | 이탈리아   | 1960–1963             | 50  |
| 11 | 잠파올로 파치니       | 이탈리아   | 2009-2011             | 49  |
| 12 | 레나토 제이           | 이탈리아   | 1948-1953             | 44  |
| 13 | 마리오 토르툴         | 이탈리아   | 1953-1958             | 43  |
| 14 | 안토니오 카사노       | 이탈리아   | 2007-2011             | 41  |
| 15 | 올리비에로 콘티       | 이탈리아   | 1951-1960             | 41  |
| 16 | 에르네스토 쿡치아로니 | 아르헨티나 | 1958-1963             | 40  |
| 17 | 피에트로 비에르코보드 | 이탈리아   | 1981-1995             | 39  |
| 18 | 에른슈트 오크비르크   | 오스트리아 | 1956-1961             | 39  |

## 스폰서
| 기간      | 공식 스폰서                                       |
| --------- | ------------------------------------------------- |
| 1946-82   |                                                   |
| 1982-88   | 포놀라 (전자 회사)                                |
| 1988-1995 | ERG (에너지계열 회사)                             |
| 1995-1996 | Samp for Peace (스폰서를 구하지 못함)             |
| 1996-1997 | 대우 (대우 이외에 어떠한 스폰서 제안이 오지 않음) |
| 1997-1999 | 대우                                              |
| 1999-2001 | 드림캐스트                                        |
| 2001-2002 | Grafoplast Wiremarkers                            |
| 2002-2005 | ERG                                               |
| 2005-2007 | ERG Diesel One                                    |
| 2007-2009 | ERG                                               |
| 2009-2010 | ERG, ERG 모바일                                   |
| 2010-2011 | ERG 모바일                                        |
| 2011-2014 | Gamenet                                           |

## 역대 성적

### 리그 타이틀
세리에 A:
- 우승 (1회): 1990-91
- 준우승 (1회): 1921-22

세리에 B:
- 우승 (2회): 1933-34, 1966-67
- 준우승 (2회): 1981-82, 2002-03

코파 이탈리아:
- 우승 (4회): 1984-85, 1987-88, 1988-89, 1993-94
- 준우승 (3회): 1985-86, 1990-91, 2008-09

수페르코파 이탈리아나:
- 우승 (1회): 1991
- 준우승 (3회): 1988, 1989, 1994

### 유럽 대회 타이틀
유러피언 컵/UEFA 챔피언스리그:
- 준우승 (1회): 1991-92

UEFA 컵 위너스 컵:
- 우승 (1회): 1989-90
- 준우승 (1회): 1988-99